# 張唐
張 唐（ちょう とう、生没年不詳）は、中国戦国時代末期の秦の将軍、政治家。昭襄王・始皇帝に仕えた。

## 将軍としての経歴
昭襄王49年（紀元前258年）10月、張唐が魏を攻めたが部将の蔡尉が陣を捨てて守備しなかったので、帰還後に蔡尉の首を斬った。
昭襄王50年（紀元前257年）10月、鄭を攻めこれを攻め落とした。
昭襄王50年（紀元前257年）12月、邯鄲を攻め落とせず合流した王齕を従え、寧新中を攻め落とした。寧新中は安陽と名を改めた。
（『史記』秦本紀）

## 燕の宰相として派遣されそうになる
秦は剛成君蔡沢を燕に対する使者とし燕との同盟を画策する。3年後、燕は太子丹を人質として派遣した。
秦は張唐を燕の宰相として派遣しようとしたが、張唐は文信侯呂不韋の説得を拒絶し燕に行こうとしなかった。
しかし、呂不韋に使えていた甘羅（甘茂の孫）の説得により意を翻し、燕に行く準備をした。
だが、こののち甘羅が趙におもむいて秦趙間の同盟を取り計らい、趙と燕と戦わせる工作を行ったため趙は秦に5城を割譲し、秦は燕に太子を帰した。
（『史記』樗里子甘茂列伝）

### 燕太子丹が人質になった時期について
秦が張唐を燕の宰相としようとした時期は、文信侯呂不韋が秦の相国であった時期であり、かつ直後に趙が燕を攻めたということで、『史記』趙世家も参照するなら趙の李牧が燕を攻撃した趙の悼襄王2年（紀元前243年）の直前であると思われる。
だが『史記』燕召公世家には、燕太子丹が燕王喜23年（紀元前232年）に秦から逃げ帰ったという記述がある。燕太子丹が2度人質になったことも考えられるが、どちらかの記述に何らかの誤りがあると考えることもできる。